# Mariene ecoregio Guayaquil
De Mariene ecoregio Guayaquil (171) (Engels: Guayaquil marine ecoregion) is een biogeografische regio en ligt in het oosten van de Grote Oceaan in de Mariene provincie Tropische Oostelijke Stille Oceaan (43) in het Marien rijk Tropische Oostelijke Stille Oceaan. De mariene ecoregio is vastgesteld door het World Wide Fund for Nature en The Nature Conservancy en is vernoemd naar de Golf van Guayaquil.
In het noorden grenst het gebied aan de mariene ecoregio Golf van Panama (170) en in het zuiden aan de mariene ecoregio Centraal Peru (175).

## Geografie
De mariene ecoregio ligt in het oosten van de Grote Oceaan voor de zuidwestkust van Ecuador en de noordwestelijke kust van Peru. Het gebied strekt zich uit van de Cabo Pasado (ten noorden van de plaatsen Bahía de Caráquez en Manta) tot aan het Illescasschiereiland en omvat onder andere de Golf van Guayaquil.
Door het gebied stroomt de Humboldtstroom en de Panamastroom en tijdens El Niño de El Niñostroom.

## Biogeografie
Het gebied kent zeeleven dat houdt van tropische temperaturen.